# Partit Conservador de Geòrgia
Partit Conservador de Geòrgia (georgià საქართველოს კონსერვატიული პარტია, Sak’art’velos Konservatiuli Partia, SKP) és un partit polític de Geòrgia d'orientació nacionalista i centredreta, fundat el 2001. El seu cap actual és el seu president en funcions Zviad Dzidziguri. Quan es produí la Revolució Rosada el partit es va aliar al Moviment Nacional Unit de Mikheil Sakaixvili fins al maig de 2004, quan es va passar a l'oposició. Al parlament de Geòrgia era representat per la facció Front Democràtic, juntament amb el Partit Republicà de Geòrgia. Es va unir a les protestes georgianes de 2007 contra el govern i a les eleccions presidencials georgianes de 2008 va donar suport al candidat opositor Levan Gachechiladze. A les eleccions legislatives georgianes de 2008 es va presentar com a part de l'Oposició Unida.